# Ein verrücktes Paar (Film)
Ein verrücktes Paar – Alt verkracht und frisch verliebt (Originaltitel: Grumpy Old Men) ist eine 1993 in den USA veröffentlichte Filmkomödie, in der Walter Matthau und Jack Lemmon die verfeindeten Nachbarn Max Goldman und John Gustafson spielen.

## Handlung
John Gustafson arbeitete früher als Lehrer, Max Goldman war als Fernsehtechniker tätig. Die benachbarten, in Wabasha (Minnesota) lebenden Senioren streiten häufig. Sie spielen einander auch Streiche.
Die Männer bekommen schleichende Angst vor dem Alleinsein. Sie lernen die Kunstprofessorin Ariel kennen, die in die unmittelbare Nachbarschaft der beiden einzieht. Beide werben um die Frau. Währenddessen will ein Inkassobeauftragter der Krankenkasse Gustafson wegen Schulden sein Haus wegnehmen. Nach einem Herzinfarkt Gustafsons gesteht Goldman seine Freundschaft zu ihm, rettet sein Leben, hilft ihm finanziell und verhilft Gustafson zur Hochzeit mit Ariel. Die Kinder beider Männer, Goldman junior und Gustafsons Tochter, werden ein Paar.

## Kritiken
Der Film erhielt überwiegend wohlwollende Kritiken und erreichte bei Rotten Tomatoes eine Bewertung von 63 %, basierend auf 43 Kritiken. Bei Metacritic konnte ein Metascore von 53, basierend auf 16 Kritiken, erzielt werden.
James Berardinelli schrieb auf ReelViews, der Film habe einige Probleme, aber er funktioniere häufiger als er es nicht tue. Lemmon und Matthau seien „perfekt“ für die gespielten Rollen.
Die Zeitschrift Cinema bezeichnete den Film als eine „milde Senioren-farce“, die ernsthafte Themen streife und sie „im Stil einer Neil-Simon-Komödie (...) in Wohlgefallen“ auflöse. Er sei „auf Lemmon und Matthau zugeschnitten“, die „beweisen, daß sie auch in fortgeschrittenem Alter nichts von der Spiellaune verloren haben, die ihre Komödien zu Klassikern gemacht hat“.
Prisma Online schrieb: „Jack Lemmon und Walter Matthau gehören seit ihrem ersten gemeinsamen Auftritt in Billy Wilders Der Glückspilz von 1965 zu den erfolgreichsten Komiker-Duos der Filmgeschichte. Dieses Spätwerk liefert den besten Beweis für ihr komödiantisches Können. Obwohl dies mehr oder weniger „nur“ eine Variante ihres Erfolgsfilms Ein seltsames Paar (1968) ist, zeigen die zwei alten „Säcke“ hier noch einmal ihr Talent. Bemerkenswert: Burgess Meredith als 94-jähriger Großvater.“
Das Lexikon des internationalen Films meinte: „Jack Lemmon und Walter Matthau frischen den bärbeißigen Humor ihres Films "Ein seltsames Paar" auf. Doch der im Dialog nicht gerade zimperliche Film zieht sich zu sehr in die Länge, und seine Komik nutzt sich zu früh ab, als daß die gute Darstellung die enttäuschende Story ausgleichen könnte.“

## Auszeichnungen
Alan Silvestri erhielt im Jahr 1994 den BMI Film Music Award.

## Hintergrund
Der Film spielte in den Kinos der USA ca. 70,2 Millionen US-Dollar ein. Im Jahr 1995 wurde die Fortsetzung Der dritte Frühling – Freunde, Feinde, Fisch & Frauen veröffentlicht.